# Crocidura zimmermanni
Crocidura zimmermanni là một loài động vật có vú trong họ Chuột chù, bộ Soricomorpha. Loài này được Wettstein mô tả năm 1953.